# Main Ground Combat System
Main Ground Combat System, kurz MGCS (französisch Système principal de combat terrestre; deutsch etwa „Hauptbodenkampfsystem“), ist ein seit 2012 bestehendes deutsch-französisches Rüstungsprojekt zur Entwicklung eines Kampfpanzers, der im deutschen Heer ab etwa 2040 den Leopard 2 und bei den französischen Heeresstreitkräften den Leclerc ablösen soll. Deutschland wird in diesem Projekt die Führungsrolle, auch industrieseitig, übernehmen. Begleitet wird das Projekt vom Deutsch-Französischen Forschungsinstitut Saint-Louis (ISL).
Überwiegend beteiligt an dem Projekt ist neben dem deutschen Rüstungskonzern Rheinmetall auch KNDS, die gemeinschaftliche Obergesellschaft der im Frühjahr 2015 fusionierten Rüstungskonzerne Krauss-Maffei Wegmann (KMW) und Nexter Systems.

## Geschichte
Die Rheinmetall 130-mm-Waffenanlage L/51 wäre konzeptionell für das neue Main Ground Combat System (MGCS) vorgesehen. Diese wurde auf der Eurosatory 2016 vorgestellt, zusammen mit einem Demonstrator auf Basis eines Leopard 2A4 (MBT Advanced Technology Demonstrator). Auf der Rüstungsmesse Eurosatory 2018 stellte KNDS einen Technologieträger unter dem Titel Euro Main Battle Tank (E-MBT) vor. Dieser basierte auf einem Leopard 2A7 mit dem Turm des Leclerc. Dieses Schaustück deutete an, dass beide Panzer durch einen neuen Euro-Panzer abgelöst werden sollen. Im Juni 2018, kurz nach Eurosatory unterzeichneten die deutsche Bundesministerin der Verteidigung Ursula von der Leyen und ihre französische Amtskollegin Florence Parly die Absichtserklärung zur Rüstungskooperation beim Main Ground Combat System (MGCS). Das gemeinsame Abkommen wurde dann im April 2020 unterzeichnet. Deutschland und Frankreich teilen sich die Kosten zu je 50 Prozent, wobei das MGCS unter deutscher Führung entwickelt werden sollte. Kurz zuvor wurde eine zweijährige Studie in Auftrag gegeben. Für den Technologiedemonstrator war 2019 eine ARGE (Arbeitsgemeinschaft) dreier Unternehmen (KMW, Nexter, Rheinmetall) nach deutschem Recht gegründet worden, und sollte ab Mai 2020 in einer 18-monatigen Projektphase eine erste Architekturstudie bereitstellen („System Architecture Definition Study – Part 1 [SADS Part 1]“). Es wurde erwartet, dass ab 2024 bis etwa 2028 aus den ersten Studien ein Gesamtsystemdemonstrator abgeleitet wird.[veraltet]
Rheinmetall stellte 2022 den Prototyp eines eigenen Konkurrenzfahrzeugs zum MGCS vor, den KF51 Panther. Der KF51 soll voraussichtlich 10 Jahre früher als das MGCS verfügbar werden und würde damit für diesen einen ernsthaften Wettbewerber darstellen. Ebenfalls im Jahr 2022 stellte KNDS unter der Abkürzung EMBT den Enhanced Main Battle Tank vor. Im Juli 2023 klärten die beiden Verteidigungsminister Boris Pistorius und Sébastien Lecornu Rahmenbedingungen für das Projekt. Zuvor war es ins Stocken geraten, nachdem die deutsche Seite Rheinmetall mit ins Projekt geholt hatte. Die Projektplanung sieht seither regelmäßige Treffen auf Ministerebene vor, um die politische Steuerung sicherzustellen. Bis Ende 2023 wollten sich beide Länder auf gemeinsame Anforderungen an MGCS einigen.
Im April 2024 verkündeten die Verteidigungsminister Frankreichs und Deutschlands die Benennung der Technologiesäulen sowie die nationalen Zuständigkeiten. Demnach wird MGCS unterteilt in:
- Säule 1 – MGCS-Plattform mit Fahrgestell und automatisierter Navigation (deutsche Leitung)
- Säule 2 – Kanone, Turm und Munition (deutsch-französische Leitung). In einem ersten Schritt sollen jeweils national unterschiedliche Kanonensysteme entwickelt und nach einer Vergleichserprobung ein System ausgewählt werden.
- Säule 3 – Sekundärbewaffnung mit zum Beispiel Lenkflugkörpern (französische Leitung)
- Säule 4 – Kommunikations-, Führungs- und Einsatzsystem (deutsch-französische Leitung)
- Säule 5 – Simulationsumgebung (deutsch-französische Leitung)
- Säule 6 – Sensorik (französische Leitung)
- Säule 7 – Schutz und Drohnenabwehr (deutsche Leitung)
- Säule 8 – Unterstützung, Logistik und Infrastruktur (deutsch-französische Leitung)[15]

Bereits im September 2023 wurde bekannt, dass das System nicht ab 2035 zur Verfügung stehen soll, sondern „in den 2040er Jahren“.

## Forschung
Das MGCS steht in der Tradition einer langen Serie von Forschungsprojekten für gepanzerte Fahrzeuge der nächsten Generation. So haben die USA in ihrem Future Combat Systems auch das XM1202 Mounted Combat System mit einer 120-Millimeter-Kanone entwickelt. Varianten konzentrierten sich auf aktive Abwehr (XM1201 Reconnaissance and Surveillance Vehicle) und die Bekämpfung ohne Sichtkontakt (XM1204 Non-Line-of-Sight Mortar). Seit 2017 werden die Erfahrungen im Next-Generation Combat Vehicle Programm weitergeführt. Dabei konzentriert man sich auf leichte Infanteriepanzer, die mit vorausfahrenden unbemannten Kampfpanzern (Robotic Combat Vehicle) zusammenarbeiten, die gegnerische schwere Panzer bekämpfen können. Russland hat einen solchen Roboterpanzer mit dem Uran-9 schon in Dienst gestellt, zeigte dabei aber, dass mit der aktuellen Technologie noch kein befriedigendes Ergebnis erreicht werden kann.
Entscheidend für die Form gepanzerter Fahrzeuge wird auch die Fortentwicklung der Abstandsaktiven Schutzmaßnahmen (APS) sein, die voraussichtlich in alle schweren Bodensysteme integriert werden müssen. Die Bundeswehr hat dazu ein Programm aufgelegt, das israelische Trophy in 17 Leopard 2 einzubauen. Die Erfahrungen nach 2023 werden dann auch die weiteren Anforderungen an das MGCS beeinflussen.